# ギヨーム・ル・ジャンティ
ギヨーム・ジョゼフ・ヤセント・ジャン＝バティスト・ル・ジャンティ・ド・ラ・ガレジエール（Guillaume Joseph Hyacinthe Jean-Baptiste Le Gentil de la Galaisière, 1725年9月12日 – 1792年10月22日）は、フランスの天文学者である。メシエ天体M32、M36、M38を発見し、1748年に干潟星雲（M8）の中に星雲を発見し、はくちょう座に暗黒星雲を発見するなどの業績があるが、最も知られているのは1761年と1769年の金星の太陽面通過の観測の際に、連続して不運にみまわれたエピソードによってである。
1761年の金星の太陽面通過をルジャンティは、当時フランスの植民地であったインドの南部ポンディシェリで観測することとして1760年6月にパリを出発した。7月にはモーリシャスに到着した。しかしイギリスとフランスの戦争が勃発し、ポンディシェリはイギリスに占領されてしまった。そのため金星の太陽面通過の6月6日を引き返す船上で迎え、ゆれる船上で満足な測定を行うことはできなかった。金星の太陽面通過は100年ほどの間隔で8年おいて2回おこるので、ルジャンティは1769年の太陽面通過をポンディシェリで観測することにして、1768年3月にはポンディシェリに入り、観測所をたてて、我慢強く待った。1769年6月3日の太陽面通過の日、空は晴れずほとんど観測することはできなかった。
さらに不運は続き、失意の帰国の途中、嵐で船は難破し、フランスに戻れたのは1771年の10月になってしまった。行方不明のようになっていたルジャンティは死んだとみなされており、科学アカデミーから除籍され、妻は再婚し、財産は相続人に分けられていた。財産を取り戻すのに長くかかったが、国王のはからいで、地位を回復し、その後の20年ほどは再婚して平穏にくらした。